# Nick Blood
Nick Blood, né à Londres le 20 mars 1982, est un acteur et producteur anglais.

## Biographie
Pour sa carrière, il a fait ses études à la London Acadaemy of Music and Dramatic Art.

## Carrière
En 2010, Nick Blood décroche le rôle d'Alex, le colocataire gay d'Ali dans la série de la BBC Material Girl (en). Par la suite, il apparaît entre autres dans un épisode de la saison 3 de Misfits et dans la sitcom Trollied.
En 2014, il est annoncé au casting de la deuxième saison de Marvel : Les Agents du SHIELD en tant que Lance Hunter, un mercenaire recruté par Coulson. Il est d'abord annoncé comme personnage régulier puis promu au rang de principal.
Il a également fondé avec son ami Ben Deery Good, best, better, une société qui développe des courts métrages, mais aussi des films et séries.

## Filmographie

### Cinéma

#### Longs métrages
- 2012 : Spike Island de Mat Whitecross : Dave Famous
- 2014 : X Moor de Luke Hyams : Matt
- 2015 : Identicals de Simon Pummell : Joe
- 2018 : Still de Takashi Doscher : Adam
- 2018 : Say My Name de Jay Stern : Statton Taylor
- 2020 : Body of Water de Lucy Brydon : Shaun
- 2023 : L'Emprise du démon (The Offering) d'Oliver Park : Arthur
- 2023 : Lovely, Dark, and Deep de Teresa Sutherland : Jackson

#### Courts métrages
- 2014 : A Devil on Each Shoulder de lui-même : Waldo
- 2014 : Between Places d'Ian Finlay : Christian
- 2014 : Commitment de Sophie Park : Un homme

### Télévision

#### Séries télévisées
- 2009 : The Bill : Mick Jones
- 2010 : Material Girl (en) : Alex
- 2010 : Combat Kids : Paul
- 2011 : Misfits : Dom
- 2011 - 2014 : Trollied : Kieran
- 2012 : Public Enemies : Glen Smithfield
- 2013 : Him and Her : Lee
- 2014 : Enquêtes codées (The Bletchley Circle) : Ben Gladstone
- 2014 : Babylon : Warwick
- 2014 - 2017 : Marvel : Les Agents du SHIELD (Marvel's Agents of S.H.I.E.L.D.) : Lance Hunter
- 2019 - 2022 : Euphoria : Gus Howard
- 2020 : C.B. Strike : Jimmy Knight
- 2021 : Close to Me : Thomas
- 2022 : Andor : Caporal Kimzi
- 2023 : Slow Horses : Agent Sturges
- 2023 : The Chemistry of Death : Michael Strachan
- 2023 : Rain Dogs : Mason
- 2024 : The Day of the Jackal : Vincent "Vince" Pyne
- 2024 : Joan : Gary

### Jeux vidéos
- 2014 : Dragon Age: Inquisition : Hall, l'archer (voix)
- 2018 : Vampyr : Agamemnon / Harry / Lord Hamersley / Pericles / Un garde / Thomas (voix)